# 龍馬のぶーつ像
龍馬のぶーつ像（りょうまのぶーつぞう）は長崎県長崎市伊良林にある龍馬が履いたぶーつと舵輪の銅像（ブロンズ像）。

## 概要
坂本龍馬が1865年（慶応元年）に「亀山社中」を創設してから130年になることを記念し、1995年（平成7年）に「亀山社中ば活かす会」が中心となり建立したもの。靴を履いたまま足を入れることができる大きなブーツと船の舵輪があり、龍馬になった気分で舵輪を握ることができる体験型オブジェとなっている。雨の日でも足が入れられるよう、ブーツの底には穴が空いている。亀山社中記念館（亀山社中跡）近傍の視界が開けた場所にあり、長崎港や長崎の街並みを見ることができ、「長崎都市景観賞」を受賞している。

## 所在地
長崎市伊良林2丁目

## 交通アクセス
長崎電気軌道新大工町電停より徒歩15分
座標: 北緯32度44分56.19秒 東経129度53分12.31秒 / 北緯32.7489417度 東経129.8867528度